# Центральная Африка
Центральная Африка — географическая область, простирающаяся в западной части Африки в экваториальной и субэкваториальной полосе, включает обширную плоскую впадину Конго, на западе прилегает к Атлантическому океану и Гвинейскому заливу, на севере включает плоскогорье Азанде, на юге — плато Лунда и продолжающие его плоскогорья Анголы. На востоке область ограничена ветвью Западного рифта Восточно-Африканской рифтовой системы.

## Государства, включаемые в Центральную Африку
| Государство                      | Метод группировки | Метод группировки | Метод группировки                            | Метод группировки | Столица    |
| Государство                      | По версии ООН     | По версии ЦРУ     | По версии СГНЗС                              | По версии ОКСМ    | Столица    |
| -------------------------------- | ----------------- | ----------------- | -------------------------------------------- | ----------------- | ---------- |
| Ангола                           |                   | Южная Африка      |                                              |                   | Луанда     |
| Бурунди                          | Восточная Африка  |                   | Восточная Африка                             | Восточная Африка  | Гитега     |
| Габон                            |                   |                   |                                              |                   | Либревиль  |
| Замбия                           | Восточная Африка  | Южная Африка      |                                              | Восточная Африка  | Лусака     |
| Камерун                          |                   |                   | Западная Африка                              |                   | Яунде      |
| Демократическая Республика Конго |                   |                   |                                              |                   | Киншаса    |
| Республика Конго                 |                   |                   |                                              |                   | Браззавиль |
| Руанда                           | Восточная Африка  |                   | Восточная Африка                             | Восточная Африка  | Кигали     |
| Сан-Томе и Принсипи              |                   |                   | Островное государство в Атлантическом океане |                   | Сан-Томе   |
| Центральноафриканская Республика |                   |                   |                                              |                   | Банги      |
| Чад                              |                   |                   |                                              |                   | Нджамена   |
| Экваториальная Гвинея            |                   |                   |                                              |                   | Малабо     |

Иногда к Центральной Африке также относят заморскую территорию Великобритании — остров Святой Елены.

## География
Впадина реки Конго имеет плоское, заболоченное днище на высоте 300—500 м. Наиболее высокие горы — плоскогорье Адамауа в Камеруне (до 3008 м) и вулканический массив Камерун (до 4040 м). Однако в основном для Центральной Африки характерен спокойный рельеф, без особых колебаний. Приэкваториальная Африка, особенно впадина Конго, отличается самой густой сетью полноводных рек в Африке, крупнейшая из них — река Конго (Заир). В Гвинейский залив также впадают реки Огове, Кванза и другие. Огромные пространства заняты болотами. В поясе экваториального климата произрастают густые многоярусные влажные тропические леса. В субэкваториальном поясе — галерейные леса, на водораздельных пространствах распространены саванны разных типов. 

## Фауна
Множество попугаев, обезьян, леопардов, бородавочников, пеликанов, змей, носорогов.